# Big Bad Man
Big Bad Man ist ein US-amerikanischer Kriminalfilm nach dem Roman Finding Maubee (dt. Sein Freund der Mörder) von Albert H. Z. Carr, produziert 1989. Regie führte Carl Schenkel.

## Handlung
Xavier Quinn ist Polizeichef einer Karibikinsel. Er ist auf der Insel aufgewachsen und kehrte dorthin nach dem Militärdienst zurück. Xavier ist mit Lola verheiratet und hat einen Sohn.
Quinns Jugendfreund Maubee wird des Mordes an einem Unternehmer beschuldigt. Quinn sucht Beweise seiner Unschuld und kommt auf die Spur der korrupten Politiker. Die Behörden befürchten, dass der Mord die Tourismusindustrie der Insel gefährden könnte, weswegen sie in Maubee einen bequemen Sündenbock sehen.

## Kritiken
- Cinema schreibt: Der Regisseur „kann mit reizvollen Bildern nicht die Drehbuchschwächen kaschieren.“[1]
- Roger Ebert schrieb in der Chicago Sun-Times (17. Februar 1989), der Film sei gleichzeitig ein Spionagethriller, ein Film über Freundschaft, ein Musical, eine Komödie und ein kluger Film über die menschliche Natur. Er sei meistens charmant und unterhaltsam. Die Rolle von Xavier Quinn sei eine der Rollen, die einen Schauspieler „über Nacht“ zum Star machen würden. Washington bewähre sich genauso in Actionszenen wie auch in romantischen Szenen. Der Kritiker lobte auch die Regie des Schweizers Carl Schenkel.[2]
- Der Filmdienst nannte das Werk einen, „stellenweise zwar effektvolle[n], aber fahrig inszenierte[n] Krimi, der sich wie eine Grußpostkarte aus Jamaika ausnimmt.“[3]